# Калахари
Калахари (на английски: Kalahari Desert) е обширна падина в централните части на Южна Африка, съвпадаща с едноименната синеклиза на Африканската платформа. Разположена е на териториите на Ботсвана, Намибия, Република Южна Африка, Зимбабве, Замбия и Ангола. От изток и запад е заградена от стъпаловидни плата (Матабеле, Каоко, Намакваленд, Дамара и хорстово-блокови планини, на север се простира до вододела на реките Конго и Замбези, а на юг – до долината на Оранжевата река. Дължината ѝ от север на юг е почти 2000 km, ширината от запад на изток над 1200 km, а надморската височина е 900 – 1000 m. Общата площ на цялата падина е около 2,5 млн. km², а само на най-пустинната част – около 630 000 km² (4-то място в света). Равнините на Калахари са покрити с пясъци, образуващи полегати дюни. По сухите долини на реките и в котловинните понижения са разположени множество солончаци, наречени „пен“ (мн.ч. „пени“) – Макгадикгади, Етоша и др.

## Климат
Климатът на Калахари е тропичен, а на север от река Замбези субекваториален. Наричат я Зелената пустиня, тъй като там падат малко повече валежи, отколкото в Сахара. Дъждовния сезон е през лятото (декември – март). Количеството на валежите и продължителността на влажния сезон намаляват от североизток и север (1000 mm годишно, 7 месеца) на югозапад и юг (до 150 mm годишно), като тук валежите са епизодични и често във вид на порои. Средните летни температури са 24 – 26°С, а средните зимни 12 – 18°С. В отделни години, на юг от Южната тропична окръжност се наблюдават и отрицателни температури.

## Води
Падината Калахари е област със слабо развита речна мрежа и само на север и юг я пресичат реките Замбези и Оранжевата. Най-голямата речна система с вътрешен отток е тази на река Окаванго, вливаща се в едноименното блато, от което епизодично се оттича вода към солончака Макгадикгади на изток-югоизток и много рядко към река Замбези на североизток.

## Растителност, животински свят
Северната част на Калахари е най-влажна, пресича се от десните притоци на Замбези и е покрита с редки гори (листата на които опадват през сухия сезон), развити върху кафеникаво-червени латеризирани почви. Долините на реките Окаванго и Замбези са заети от паркови савани с акации, молочаи и баобаби върху червено-кафяви почви. Вътрешната делта на река Окаванго е заета от тропически блата. На юг от 20° ю.ш., върху полегатото сводово издигане Бакалахари расте опустинена дървесно-храстова савана. Районите на югозапад и юг са заети от полупустини и пустини с дюни високи до 100 m, частично закрепени от сукулентни храсти и полухрасти.
Животинският свят на Калахари се отнася към Южноафриканската подобласт на Етиопската зоогеографска област и е съхранен предимно в националните паркове „Етоша Пан“ (в Намибия) и „Калахари-Хемсбок“ (в РЮА).
Повечето от хората, които живеят в и около пустинята, се занимават със селско стопанство. Богата е на подземните (грунтови) води, които се използват за напояване.
| Портал | Портал „Африка“ съдържа още много статии, свързани с Африка. Можете да се включите към Уикипроект „Африка“. |

1. 1 2 3 4 5  ((ru)) «Большая Советская Энциклопедия» – Калахари, т. 11, стр. 194